# (58279) Kamerlingh
(58279) Kamerlingh  es un asteroide perteneciente al cinturón de asteroides, descubierto el 11 de octubre de 1993 por Eric Walter Elst desde el Observatorio La Silla, en Chile.

## Designación y nombre
Kamerlingh se designó inicialmente como 1993 TE40.
Más adelante fue nombrado en honor al físico holandés  Heike Kamerlingh Onnes (1853-1926).

## Características orbitales
Kamerlingh orbita a una distancia media del Sol de 3,9808 ua, pudiendo acercarse hasta 3,4251 ua y alejarse hasta 4,5365 ua. Tiene una excentricidad de 0,1395 y una inclinación orbital de 5,8391° grados. Emplea en completar una órbita alrededor del Sol 2901 días.

## Características físicas
Su magnitud absoluta es 13,5.